# Großsteingräber bei Siggelkow
Die Großsteingräber bei Siggelkow waren ursprünglich wohl drei megalithische Grabanlagen der jungsteinzeitlichen Trichterbecherkultur bei Siggelkow im Landkreis Ludwigslust-Parchim (Mecklenburg-Vorpommern). Heute existiert nur noch ein Großsteingrab. Es trägt die Sprockhoff-Nummer 416. Zwei weitere Gräber wurden 1804 durch Friedrich Wilhelm Zinck untersucht und später zerstört. Eines wurde wohl schon im 19. Jahrhundert abgetragen, das zweite war laut Friedrich Schlie um 1900 noch erhalten.

## Lage
Grab 1 befindet sich gut 2 km nordöstlich von Siggelkow in einem kleinen Wandstück an einem Bogen der Elde. Schlie nennt ein weiteres Grab östlich von Siggelkow nahe der Burower Schleuse. Hierbei dürfte es sich um eines der von Zinck untersuchten Gräber handeln. Georg Christian Friedrich Lisch gibt für diese beiden Gräber keine genaue Ortsangabe. Die Lage des zweiten Grabes wird nur mit „ebendaselbst“ wiedergegeben; es dürfte daher wohl in der Nähe des ersten von Zinck untersuchten Grabes gelegen haben. Östlich von Siggelkow befanden sich die im 19. Jahrhundert zerstörten Großsteingräber bei Burow.

## Beschreibung

### Grab 1
Bei dem erhaltenen Grab 1 handelt es sich um einen in Unordnung befindlichen Steinhaufen von 14 m Länge. Ernst Sprockhoff und Ewald Schuldt vermuteten, dass es sich um einen erweiterten Dolmen handelt.

### Grab 2
Grab 2, auch „Schimoter-Grab“ genannt, war ein nord-südlich orientiertes, von einer steinernen Umfassung umgebenes kammerloses Hünenbett mit einer Länge von 130 oder 138 Schritt (ca. 98 oder 104 m). Es hatte am südlichen Ende eine Breite von 4 Schritt (ca. 3 m) und in der Mitte von 8 Schritt (ca. 6 m). Es wurde durch zwei 8 Schritt (ca. 6 m) voneinander entfernte, quergestellte Steinreihen in zwei Teile geteilt, von denen der südliche 100 Schritt (ca. 75 m) und der nördliche 30 Schritt (ca. 22,5 m) lang war. Der südliche Teil war fundleer. Im Nordteil wurden in der nordwestlichen Ecke zwei geschliffene Beile aus Feuerstein entdeckt. 

### Grab 3
Bei Grab 3 handelte es sich ebenfalls um ein zweigeteiltes kammerloses Hünenbett, das Grab 2 sehr ähnlich war. Die Südhälfte war bereits vor Zincks Untersuchung durchwühlt worden. Wiederum in der Nordwestecke wurde ein bauchiges Keramikgefäß gefunden.
Die Anlage wurde von Robert Beltz mit Grab 2 gleichgesetzt, allerdings nur, weil sich beide Gräber sehr ähnelten. Bei Lisch werden hingegen eindeutig zwei Gräber erwähnt. Ewald Schuldt übernahm die Angabe von Beltz.